# Teateråret 2001

## Händelser

### Okänt datum
- Thaliapriset 50-årsjubilerar.

## Priser och utmärkelser
- O'Neill-stipendiet tilldelas Örjan Ramberg
- Thaliapriset tilldelas Birgitta Englin
- Svenska Akademiens teaterpris tilldelas Björn Granath
- Cullbergstipendiet tilldelas Birgitta Egerbladh.

### Guldmasken
| Kvinnlig huvudroll:             | Lena Endre                         | Lorry                    |
| Manlig huvudroll:               | Johan Ulveson                      | Lorry                    |
| Kvinnlig biroll:                | Mona Seilitz                       | Trollkarlen från Oz      |
| Manlig biroll:                  | Stig Grybe                         | Me and my girl           |
| Kvinnlig huvudroll i talpjäs:   | Annika Andersson                   | Dagens dubbel            |
| Manlig huvudroll i talpjäs:     | (Ej utdelat)                       |                          |
| Kvinnlig biroll i talpjäs:      | Pernilla Wahlgren                  | Kärlek & lavemang        |
| Manlig biroll i talpjäs:        | Jojje Jönsson                      | Snålvatten och jäkelskap |
| Regi:                           | Krister Claesson                   | Snålvatten och jäkelskap |
| Koreografi:                     | Roine Söderlundh och Hans Marklund | Showstoppers             |
| Scenografi:                     | Claes Sylwander                    | Me and my girl           |
| Kostym:                         | Stefan Wåhlberg                    | Showstoppers             |
| Barn- och Familjeföreställning: | (Kategorin finns ej)               |                          |
| Föreställning:                  | (Kategorin finns ej)               |                          |
| Bäste artist:                   | (Kategorin finns ej)               |                          |
| Teaterchefernas pris:           | Lasse Kühler                       |                          |
| Juryns specialpris:             | Ulla Sallert                       | Me and my girl           |
| Privatteatrarnas pris:          | (Kategorin finns ej)               |                          |

Se vidare Vinnare och nomineringar

## Årets uppsättningar

### November
- 24 november – George Bernard Shaws Eliza, i regi av Eva Bergman, börjar spelas på Backa Teater i Göteborg [1].

### Okänt datum
- Hans Alfredson och Peter Dalles pjäs Å ena sidan... har premiär på Dramaten i Stockholm
- Maria Bloms pjäs Masjävlar uruppförs på Dalateatern i Falun
- Staffan Göthes pjäs Byta trottoar har urpremiär
- Nya äventyr i Bamse-skogen i Gunnebo sommarspel

## Avlidna
- 6 oktober – Axel Düberg, 73, svensk skådespelare.

### Fotnoter
1. ↑  ”Backa Teater”. Arkiverad från originalet den 23 februari 2018. https://web.archive.org/web/20180223051541/http://www.stadsteatern.goteborg.se/backa-teater/pa-scen/2000-2009/eliza/. Läst 25 mars 2011.